# Вайнцирль, Макс фон

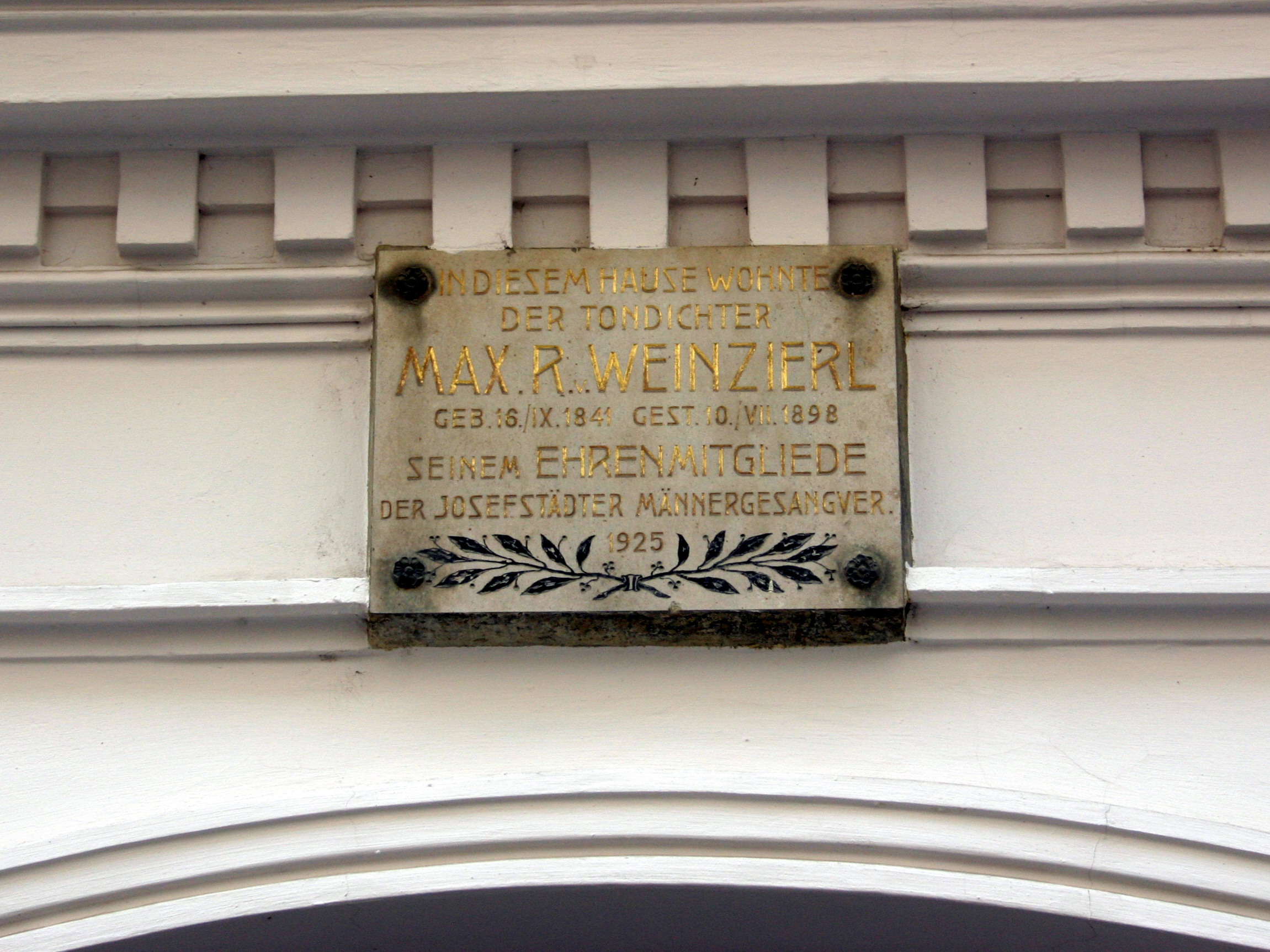
Мемориальная доска Максу Вайнциерлю в Вене

Макс фон Вайнцирль (нем. Max von Weinzierl; 16 сентября 1841, Бергштадт (ныне Горни-Место, округ Брунталь, Богемия, Австрийская империя — 10 июля 1898, Мёдлинг, Австро-Венгрия) — австрийский дирижёр и композитор.

## Карьера
Учился музыке в Праге, затем в 1860—1864 гг. изучал игру на виолончели и фортепиано в консерватории Венского общества друзей музыки. В дальнейшем давал частные уроки, руководил любительскими хорами в пригородах Вены Веринге и Хернальсе, затем собственно в Вене, в том числе Венской певческой академией (1884—1892). Работал также в Венской комической опере. Автор ряда оперетт, в том числе «Дон Кихот» (1879, в соавторстве с Луи Ротом), оратории «Иов», многочисленных хоровых и вокальных сочинений, из которых до настоящего времени иногда исполняются несколько камерных миниатюр.

## Память
Именем Вайнцирля в 1906 году назван переулок (нем. Weinzierlgasse) в Вене.